# Anniston, Alabama
Anniston là một thành phố thuộc tiểu bang Alabama, Hoa Kỳ. Thành phố có diện tích km², dân số thời điểm năm là người 24.276 người Theo ước tính của Cục điều tra dân số Hoa Kỳ, dân số năm 2005 của thành phố này là 23.741 người..
Thành phố này là quận lỵ quận Calhoun và là một trong hai thành phố chính của Khu vực thống kê đô thị Anniston-Oxford.